# هبل
هُبَل هو أحد المعبودات لدى العرب القدماء قبل الإسلام، وكان صنم قبيلة كنانة وعبدته قريش كذلك لكونهم من كنانة، وهو صنم على شكل إنسان وله ذراع مكسورة، قام العرب بإلحاق ذراع من ذهب بدل منها. كان موجودا داخل الكعبة وقد كان يطلق عليه لقب صاحب القداح، وكان واحدا من 360 صنما موجودة في حرم مكة. وتذكر إحدى الروايات أن خزيمة بن مدركة كان أول من نزل مكة من مضر فوضع هبل في موضعه، فكان يقال له صنم خزيمة، وهبل خزيمة. ولهذا عبده أحفاد خزيمة من بني كنانة وقريش.

## العبادة
ذكر أنه من "هبل" بوزن "زفر" ومعناها كثرة اللحم والشحم، أو من "هبل" بمعنى غنم، وما شاكل ذلك من آراء. ويكمن سبب اضطراب العلماء في تسميته في أنه من الأصنام المستوردة من الخارج التي حافظت على تسميتها الأصلية، فوقع لديهم من ثم هذا الاضطراب. وكانت تلبية من نسك هبل: "لبيك اللهم لبيك". إننا لقاح، حرمتنا على أسنة الرماح، يحسدنا الناس على النجاح". ويذكر أهل الأخبار أن "هبل" كان أعظم أصنام قريش، وكانت تلوذ به وتتوسل إليه؛ ليمنَّ عليها بالخير والبركة، وليدفع عنها الأذى وكل شر. وكانت لقريش أصنام أخرى في جوف الكعبة وحولها. ولكن هبل هو المقدم والمعظم عندها على الجميع. وقد نصب على الجب الذي يقال له "الأخسف"، وهو بئر، وكانت العرب تسميها "الأخشف". وذهب بعض المستشرقين إلى أن "هبل"، هو رمز إلى الإله القمر، وهو إله الكعبة، وهو الله عند الجاهليين1. وكان من شدة تعظيم قريش له أنهم وضعوه في جوف الكعبة. وأنه كان الصنم الأكبر في البيت. ويرى بعض الباحثين أن صورة الحية أو تمثالها يشيران إلى هبل، أو إلى هبل وود. وقد عثر على صورة لحية في "رم" يظهر أنها رمز إلى "هبل" أو ود. وذكر "ياقوت الحموي" أن هبل "صنم" لبني كنانة: (بكر ومالك وملكان)، وكانت كنانة تعبد ما تعبد قريش، وهو اللات والعزى. وكانت العرب تعظم هذا المجمع عليه. فتجتمع عليه كل عام مرة. وقال غيره: "وكان هبل لبني بكر بن عبد مناة ومالك وملكان وسائر بني كنانة، وكانت قريش تعبد صاحب بني كنانة، وبنو كنانة يعبدون صاحب قريش".
ولما أراد النبي الانصراف عن أحد، علا صوت أبي سفيان: اعلُ هبل، اعلُ هبل. فقال النبي لعمر: أجبه. قال: ما أقول له؟ قال: الله أعلى وأجل. فقال: لنا العزى ولا عزى لكم. فقال النبي لعمر قل: الله مولانا ولا مولى لكم.

## كتب
- كتاب الأصنام